# 腐食都市
『腐食都市』（ふしょくとし）はテーブルトークRPG(TRPG)『アルシャード』のリプレイ作品。ゲームマスター（GM）兼リプレイ執筆は中村知博（現：中村やにお）。
初出は『アルシャード』（ルール第一版）サプリメント『オン・ユア・マインド』（2003年2月発売）。2011年2月にリプレイ『悠久の地平』との合本としてエンターブレインより刊行された（書名は『悠久の地平』）。
使用ルールは『アルシャード』ルール第一版で、単行本刊行に当たり、中村による加筆・修正と鈴吹太郎による注釈が加えられている。
なお、本リプレイのプレイヤーキャラクターのひとりであるディーン・スキールニルの通称は、本リプレイでは「ディーン」となっているが、本記事では参照上の便宜と、『明日へのプロファイル』のPCで同じファーストネームを持つディーン・ランダムとの区別から、特記無き限り彼がNPCとして登場する「襲来! コスモマケドニア!!」に合わせ「”シルバーブレイド”」とする。

## 概要
『オン・ユア・マインド』は、リリースからまだ半年が過ぎたばかりの『アルシャード』の遊び方やシナリオの作り方などを解説し、また遊び方のバリエーションを提案するガイドブックとして出されたサプリメントである。内容はエントリープレイヤー向けとコアゲーマー向けに分かれ、それぞれにリプレイが用意されていた。前者に向けられたのが「古城の秘密」（GM：金澤尚子、執筆：田中信二）、後者に用意されたのがこの「腐食都市」である。
本リプレイの柱となるのは「高レベルプレイヤーキャラクター（PC）」と「少人数」である。すなわち、プレイヤーは2人のみで、PCは当初から17レベル、しかも対立する立場という、当時としては大胆な構成であり、同じく『オン・ユア・マインド』に収録された1on1シナリオ「彼方への扉」と共に『アルシャード』の多様な遊び方を例示するものとなった。
『オン・ユア・マインド』に先駆けて発売されたサプリメント『クイーン・オブ・グレイス』によって可能になった「真帝国所属のPC」が初めて登場し、また上級ルールブック『アール・ヴァル・アルダ』で示された「シャードのサクセション（継承）」という事象が初めて提示された公式リプレイでもある。
なお、GMを務めた中村知博によれば、提示された条件は「高レベルPCセッション」のみで、「少人数セッション」は中村自身の発案とのことである。

## あらすじ
“銀光（シルバーブレイド）”の二つ名で畏怖される無頼の剣客ディーン・スキールニルは、少し前の仕事で相棒のユーリを死なせて荒れていた。そんなある日、“シルバーブレイド”はグラーフ・シュペーと名乗る男から、積層都市アルファイ＝ヤコブを統治する枢機卿ギュンター・レーゲンの持つエイリアス再生技術を盗むという仕事を依頼される。グラーフの挑発に乗るかたちで“シルバーブレイド”は仕事を引き受ける。
“シルバーブレイド”は数十人の警備兵を難なく退けてアルファイ＝ヤコブの教会ブロックに侵入するが、その前にヘイゼル・ベルンラインという一人の女が立ちはだかる。アルファイ＝ヤコブの警備責任者を務め、“シルバーブレイド”とも因縁深い彼女もまた、引けぬ理由があった。

## 登場人物・用語

### プレイヤーキャラクター(PC)
プレイヤーによって操作するキャラクター。キャラクタークラスについてスラッシュで複数書かれている場合はマルチクラスによりクラスを複数有していることを表す。キャラクタークラスの横のレベルはそのリプレイ開始時のもの。総合レベルは17である。
なお本リプレイはプレイヤー名を公開していない。F.E.A.R.製TRPGの公式リプレイとしては珍しいものである。
”銀光（シルバーブレイド）”ディーン・スキールニル
キャラクタークラス : サムライ (Lv.9) / スカウト (Lv.5) /ファイター (Lv.3)
シャードの加護 :《タケミカヅチ》《ヘイムダル》《トール》
真帝国から賞金をかけられた反真帝国の剣客。もともとは真帝国に併合された小国の戦災孤児で、ヤシマ出身の剣客に育てられた。その二刀流の剣術は師仕込みである。
2年前から相棒としてコンビを組んでいたユーリがとある事件で死亡したことから落ち込み、荒れていたが、酒場で出会ったグラーフ・シュペーの情報に飛びつき、アルファイ＝ヤコブに現れる。
振るった刀が発する衝撃波のみで敵を切る「飛燕」、実体を持った分身で集団を一瞬の下に切り捨てる「紫電」、二つ名の由来でもある、多重の魔法隔壁すら破る居合い切り「銀光」などの剣技を持つ。
”黄金の魔女（ゴールデンヘクセ）”ヘイゼル・ベルンライン
キャラクタークラス : エイリアス (Lv.12) / パンツァーリッター (Lv.2) / コマンダー (Lv.2) / ソーサラー (Lv.1)
シャードの加護 :《フレイ》《フレイ》《オーディン》
積層都市アルファイ＝ヤコブの警備責任者を務める女性士官（階級は少佐）。実は何者かのエイリアスであり、以前は魔力強化の実験材料にされていたが、約7年前に脱走。1年余の後に回収された時には一人の子供を連れていた。それがクリスチアーネである。
病を抱えるクリスチアーネの治療を条件に、レーゲンの下でアルファイ＝ヤコブで働いている。”シルバーブレイド”とは何かと因縁があり、ユーリの脱出時にも暗黙裡に手を貸している。
氷属性の魔法使いであり、自身のHPは低いが、「フリムファクシ」と名付けた専用の魔法強化型パンツァー（武装バイク）との連動によって強力な破壊力を誇る。

### ノンプレイヤーキャラクター
GMが操作するキャラクター。
ユーリ
”シルバーブレイド”の相棒のエイリアスの少女。何らかの実験体としてアルファイ＝ヤコブの最奥部に住んでいたが、（作中の時間軸での）2年前、襲撃にやってきた”シルバーブレイド”をマスターと認識し、彼と共にアルファイ＝ヤコブを脱出。以来”シルバーブレイド”とのコンビで真帝国の諸施設を襲撃し続けてきた。
約1週間前の軍基地襲撃の時、死角を突いた銃撃から”シルバーブレイド”を護るため、自らの意思で彼の盾となり死亡。レティシアの下に運ばれたが、「マナが尽きない限り、半永久的に遺体の状態が保たれる」（つまり蘇生不可能）とするのがやっとであった。諦めきれない”シルバーブレイド”は、酒場で会ったグラーフの話に乗り、レーゲンの研究奪取に動く。
氷属性のエレメンタラーで、それ故無表情。基本的に「イエス、マスター」としか答えない。
クリスチアーネ・ベルンライン
ヘイゼルの一人娘。ヘイゼルが失踪していた約1年の間にもうけた子供で、父親は不明。不治の病を抱えており、ヘイゼルはアルファイ＝ヤコブの雨がクリスチアーネの病気の原因と考え、娘の転地療養のためにて転属願いを出し続けているが、レーゲンに却下され続けている。
中盤で彼女に隠されたある秘密が明らかになり、それがヘイゼルと”シルバーブレイド”を結びつけ、アルファイ＝ヤコブを終焉に導くことになる。
実はクエスターであり、加護《フレイ》《スィン》《パンドラ》を持つ。
レティシア・ノーランド

グラーフ・シュペー
反真帝国を標榜する空賊。「悠久の地平」のPC。
経緯は不明だがユーリの死やレーゲンの研究を知っており、ユーリを失って酒に溺れる”シルバーブレイド”を挑発し、レーゲンの研究を盗ませるよう勧める。”シルバーブレイド”はグラーフとは初対面だが、グラーフの方は”シルバーブレイド”を知っていた。
この酒場の場面では、”シルバーブレイド”に胸倉を掴まれたグラーフが、その腕を捻り上げる一幕がある。GMは行為判定を行なわず演出として扱ったのだが、ヘイゼルのプレイヤーから「3レベルとは思えない力ね」と突っ込まれていた。のち、グラーフのプレイヤーである菊池たけしがGMを務めた「オーディンの槍」にて、鈴吹太郎がPC発言としてこの一幕を取り上げたことが、後のリプレイでのグラーフについてまわった「最強の3レベル」ネタの発端となった。
ギュンター・レーゲン
積層都市アルファイ＝ヤコブを統治する枢機卿。エイリアスの研究者で、ヘイゼルを「造った」人物でもある。
アルファイ＝ヤコブのリアクターが奈落に侵食されていることを知りながら、その事実を秘匿した上、アルファイ＝ヤコブ全体をエイリアス化する研究（死者蘇生を含む）を進めていた。その実験体の一人がクリスチアーネであり、ユーリは研究の過程で造り出された存在だった。

### 用語
エイリアス
いわゆるヒトクローン。本リプレイのキーとなる技術。
『アルシャード』『アルシャードff』のルール上でのサブクラスの一つでもあり、ヘイゼルはこのクラスを取得している。加護は他の加護をコピーする《フレイ》。
アルファイ＝ヤコブ
真帝国領内に設けられたアーコロジー「積層都市」の一つ。しかし強酸性の雨が絶え間なく降っており、都市を支える構造材は錆びつき、住民はフード付きの耐酸性コート無しには外を出歩けない。
実はアルファイ＝ヤコブのリアクターは奈落に侵蝕されており、雨の正体は劣化したマナである。レーゲンは近い将来にアルファイ＝ヤコブが崩壊することを見据え、アルファイ＝ヤコブそのものをエイリアス化する実験を進めていた。
レーゲンが倒された後、ヘイゼルは市内全てのリアクターを停め、全市民を退去させた。そしてアルファイ＝ヤコブは、錆色の雨に代わって降る雪と共に崩壊していった。
機械神の特殊な加護
本リプレイのラスボスであるギュンター・レーゲンはクエスターではないが、自身の研究のためにリアクターを私有しており、そこからのマナによって加護を使用できる。この加護には通常の加護に加え、「機械神の特殊な加護」と呼ばれる本リプレイオリジナルの特殊な加護が存在する。効果は「自身のエイリアスを即座に作成する」で、レーゲンは通常の加護を使い切った後も、この加護を無限に使用できる。
この加護は《フレイ》でのコピーが出来ず、打ち消す手段の模索が終盤の鍵となった。
加護《パンドラ》
本リプレイのオリジナル加護。クリスチアーネが有する。
クリスチアーネは、ヘイゼルがアルファイ＝ヤコブから出奔していた1年余の間にある男性との間にもうけた子であるが、実は真帝国からの逃避行の過程でヘイゼルの夫と共に死亡している。ヘイゼルはクリスチアーネの蘇生を条件にレーゲンの部下となり、クリスチアーネもレーゲンの死者蘇生実験の材料となった。やがてクリスチアーネは蘇生したが、他の蘇生実験は失敗しており、レーゲンはクリスチアーネが特殊な加護を持つクエスターであることを認識、彼女の加護を《パンドラ》と命名し、その究明を進めていた（事実隠蔽のため、ヘイゼルのもとにはクリスチアーネのエイリアスが送られていた）。
終盤、クリスチアーネは窮地に陥った母ヘイゼルと”シルバーブレイド”を護るため、自ら盾になって消滅したが、その際、《パンドラ》を”シルバーブレイド”に託した。その結果、”シルバーブレイド”のアジトでレティシアの管理下に置かれていたユーリの「遺体」は消滅、”シルバーブレイド”が願っていたユーリの生存への希望が繋がれた。